# 彤魚氏
彤魚氏（?—?），是轩辕黄帝的次妃（第三妃）。彤鱼，一作肜鱼，相传为上古族名、古国名。
皇甫谧说黄帝元妃西陵氏女就是嫘祖，生昌意。次妃（第二妃）方雷氏女就是女节，生青阳（一说即少昊、玄嚣）。次妃（第三妃）彤鱼氏女，生夷鼓，一说苍林即夷鼓。次妃（第四妃）嫫母。《国语》夷鼓、苍林是二人，苍林为嫫母所生。《国语》注云：“彤鱼氏出夷鼓，黄帝三妃也。”黄帝有子二十五人，只有青阳、夷鼓同为己姓。